# David Villa
David Villa Sánchez (Tuilla, Langreo, Asturija, 3. prosinca 1981.), prozvan nadimkom El Guaje (hr. Mladić), umirovljeni je španjolski nogometaš koji je igrao na poziciji napadača.

## Počeci karijere
Rođen je u regiji Asturiji na sjeveru Španjolske. Njegova profesionalna karijera stavljena je pod znak pitanja kada je u dobi od 9 godina pretrpio teški prijelom natkoljenične kosti, ali zahvaljujući tome što nije bilo nikakvih infekcija potpuno se oporavio. Svoju profesionalnu karijeru započeo je u lokalnom klubu Sporting de Gijón, za koji je debitirao u sezoni 2000./01. Sljedeće sezone je bio je redoviti član prvih jedanaest, postigao 18 pogodaka, a sezonu kasnije zabio je još 20 pogodaka. Nakon što je u samo tri sezone za Gijón postigao 40 pogodaka, otišao je u tada španjolskog prvoligaša Reala iz Zaragoze. U svojoj prvoj sezoni u La Ligi postigao je 18 pogodaka, a Zaragozu je odveo u finale Španjolskog kupa u kojem su slavili protiv madridskog Reala.
Ubrzo nakon što je dobio poziv u Španjolsku reprezentaciju i u njoj debitirao, Valencija ga je odlučila dovesti i platila ga 12 milijuna € (8,2 milijuna £). Nakon odličnih igara u dresu Valencije i još boljih igara na Europskom prvenstvu u Austriji i Švicarskoj 2008., Villa je postao jedan od najtraženijih nogometaša u Europi. Nakon još dvije sezone u Valenciji, našao se na meti Barcelone, koja ga je u svibnju 2010. odlučila otkupiti za 40 milijuna eura.

## Privatni život
Villa ima ženu, Patriciu, koju je oženio 2003. godine. Patricia je u tinejdžerskim godinama bila nogometašica. Dana 7. prosinca 2005., rodilo im se prvo dijete, točnije kćerka Zaida.

## Uspjesi
- UEFA Liga prvaka: 2011.
- UEFA superkup: 2011.
- FIFA Svjetsko klupsko prvenstvo: 2011.
- La Liga: 2011., 2013., 2014.
- osvajač španjolskog kupa: 2004., 2008., 2012.
- španjolski Superkup: 2004., 2010., 2011.
- Europsko prvenstvo 2008. – prvak sa Španjolskom
- Svjetsko prvenstvo 2010. – prvak sa Španjolskom